# Darum-Gretesch-Lüstringen
Darum-Gretesch-Lüstringen ist ein Stadtteil der niedersächsischen Stadt Osnabrück mit 8289 Einwohnern (12/2022), die sich auf 14,34 km² Fläche verteilen. Er befindet sich im Ostteil der Stadt und besteht ursprünglich aus den drei Ortschaften, die seinen Namen bilden, und einem Teilbereich der früheren Gemarkung Schinkel. Der Stadtteil liegt an der Straße der Megalithkultur.

## Räumliche Gliederung und Bezeichnung
Darum-Gretesch-Lüstringen grenzt im Westen an die Osnabrücker Stadtteile Widukindland und Schinkel-Ost und im Süden an den Stadtteil Voxtrup. Im Osten grenzt es an die Gemeinde Bissendorf und im Norden an die Gemeinde Belm.
Darum-Gretesch-Lüstringen ist in die Ortsteile Gretesch im Westen, Lüstringen samt der Siedlung Lüstringen-Ost im Südosten und Darum im Nordosten gegliedert. Diese Aufteilung, entsprechend der ehemaligen Gemeindegrenzen, kommt allerdings nur noch umgangssprachlich zur Anwendung und hat seit der Eingemeindung in die Stadt Osnabrück 1972 keine administrative oder statistische Bedeutung mehr. Da vielen Menschen der Verlauf der alten Gemeindegrenzen nicht mehr bekannt ist, wird der Stadtteil vermehrt als Einheit gesehen und der Einfachheit halber schlicht Gretesch oder Lüstringen genannt. So ist z. B. die Grundschule Waldschule Lüstringen nach Lüstringen benannt, obwohl sie sich auf dem Gebiet der ehemaligen Gemeinde Gretesch befindet.

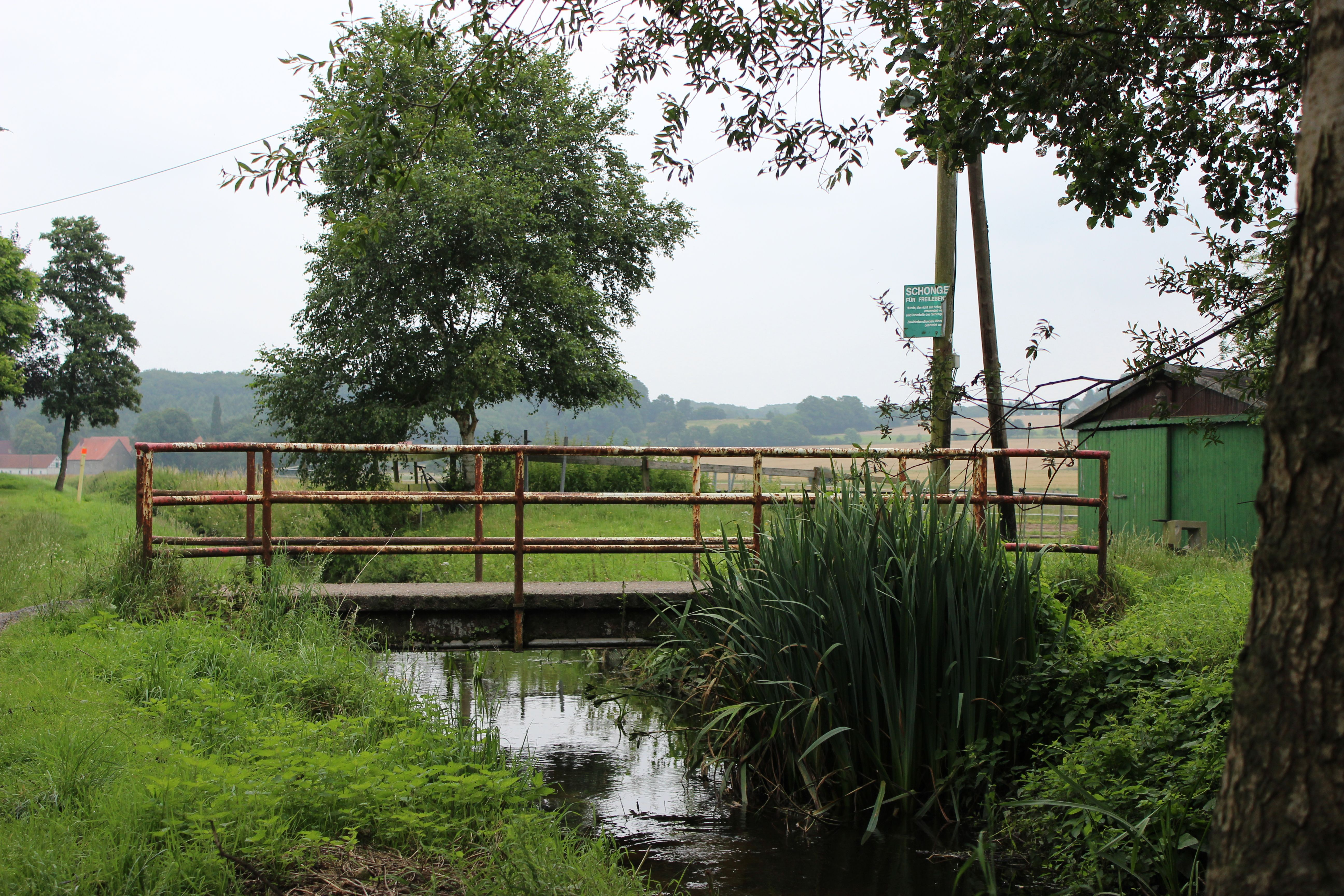
Belmer Bach auf Höhe Am Mühlenbach

Im Westen des Stadtteils liegen Gewerbegebiete. Im Nordwesten befindet sich Wohnbebauung entlang der Straßen Gretescher Weg, Strothmannsweg und Belmer Straße. Östlich davon liegt das Waldgebiet Bornheide. Im Süden, nördlich der Bahnstrecke Löhne–Rheine, liegt der Kernsiedlungsbereich des Stadtteils entlang der Straßen Mindener Straße und Schledehauser Weg. Nördlich davon liegt die Erhebung Lüstringer Berg, die nach dem Gründer der Gretescher Papiermühle, Christian Siegfried Gruner (1774–1855), früher auch als Gruners Berg bekannt war. Im Südosten, an der Grenze zur Gemeinde Bissendorf, liegt die Siedlung Lüstringen-Ost. Der nördliche und östliche Bereich des Stadtteils sind ansonsten größtenteils landwirtschaftlich geprägt. Einziges größeres Fließgewässer ist der Belmer Bach, der den Stadtteil von Norden nach Südwesten quert und wenig später in die Hase mündet. Ganz im Osten liegt die Erhebung Lechtenbrink.

## Geschichte

### Vor- und Frühgeschichte
Das Gebiet dieses Stadtteils hat eine lange Besiedlungsgeschichte, die noch heute in Form mehrerer jungsteinzeitlicher Großsteingräber wie den Gretescher Steinen, den Sundermannsteinen und den in Voxtrup, nahe der Grenze zu Lüstringen liegenden Teufelssteinen sichtbar ist. Ebenfalls in Voxtrup, nahe der Grenze zu Lüstringen wurde im Jahr 2016 der Kupferschatz von Osnabrück mit einer Axt sowie drei Hals- und Brustschmuckstücken (Lunulae) entdeckt. Vorbehaltlich der näheren Ergebnisse schätzten die Archäologen das Alter der Fundstücke grob auf 4500 Jahre, was der Jungsteinzeit entspricht. Der Präsident des Niedersächsischen Landesamtes für Denkmalpflege Stefan Winghart hält einen kulturell-soziologischen Zusammenhang zu den oben genannten Großsteingräbern für sehr wahrscheinlich. Sowohl die Großsteingräber, als vermutlich auch der Kupferschatz, stehen in Verbindung mit einem alten Fernweg, der südöstlich um die heutige Stadt Osnabrück herum durch das Gebiet der späteren Gemeinde Lüstringen führte und die Hase durch eine Furt querte.

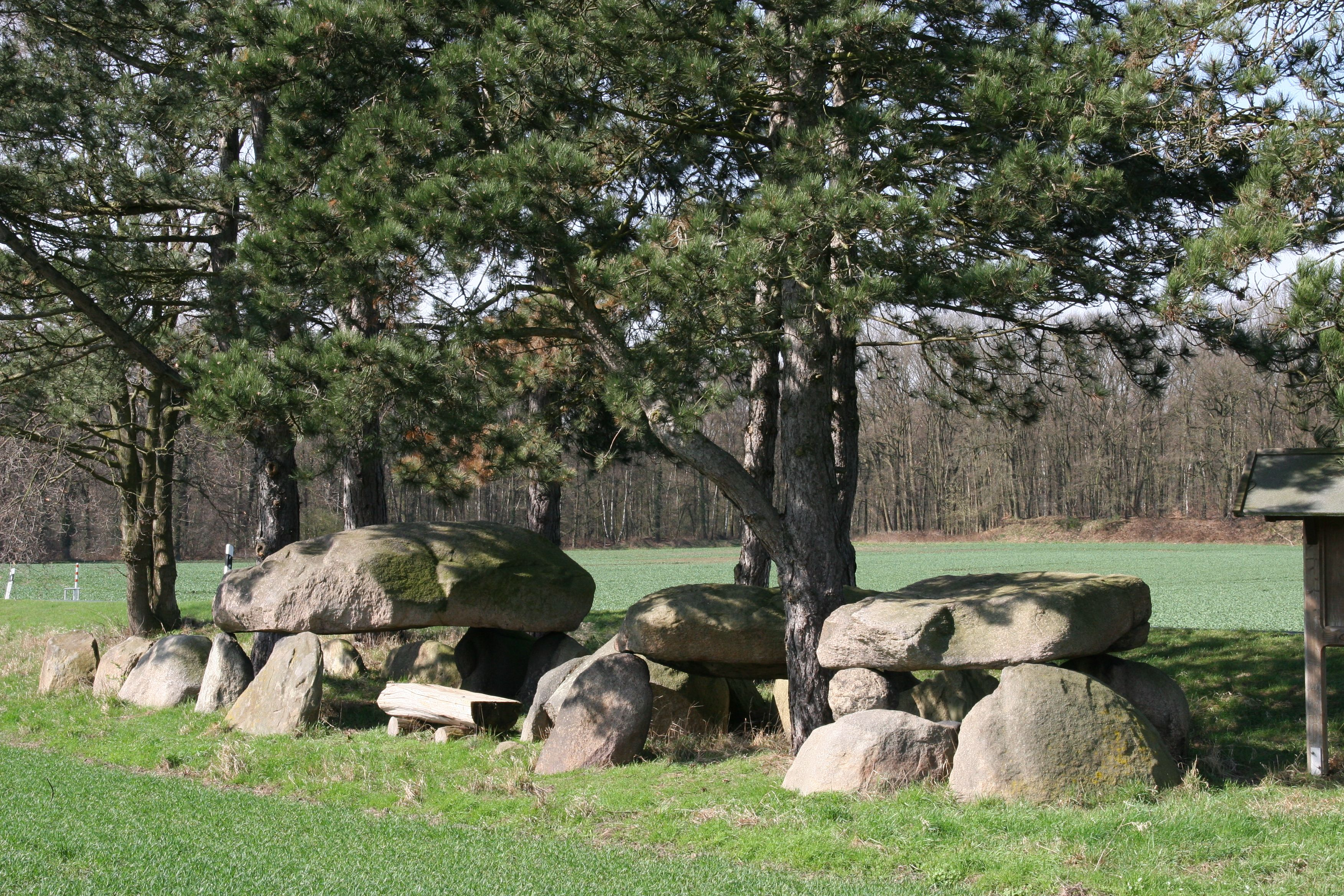
Großsteingrab Sundermannsteine
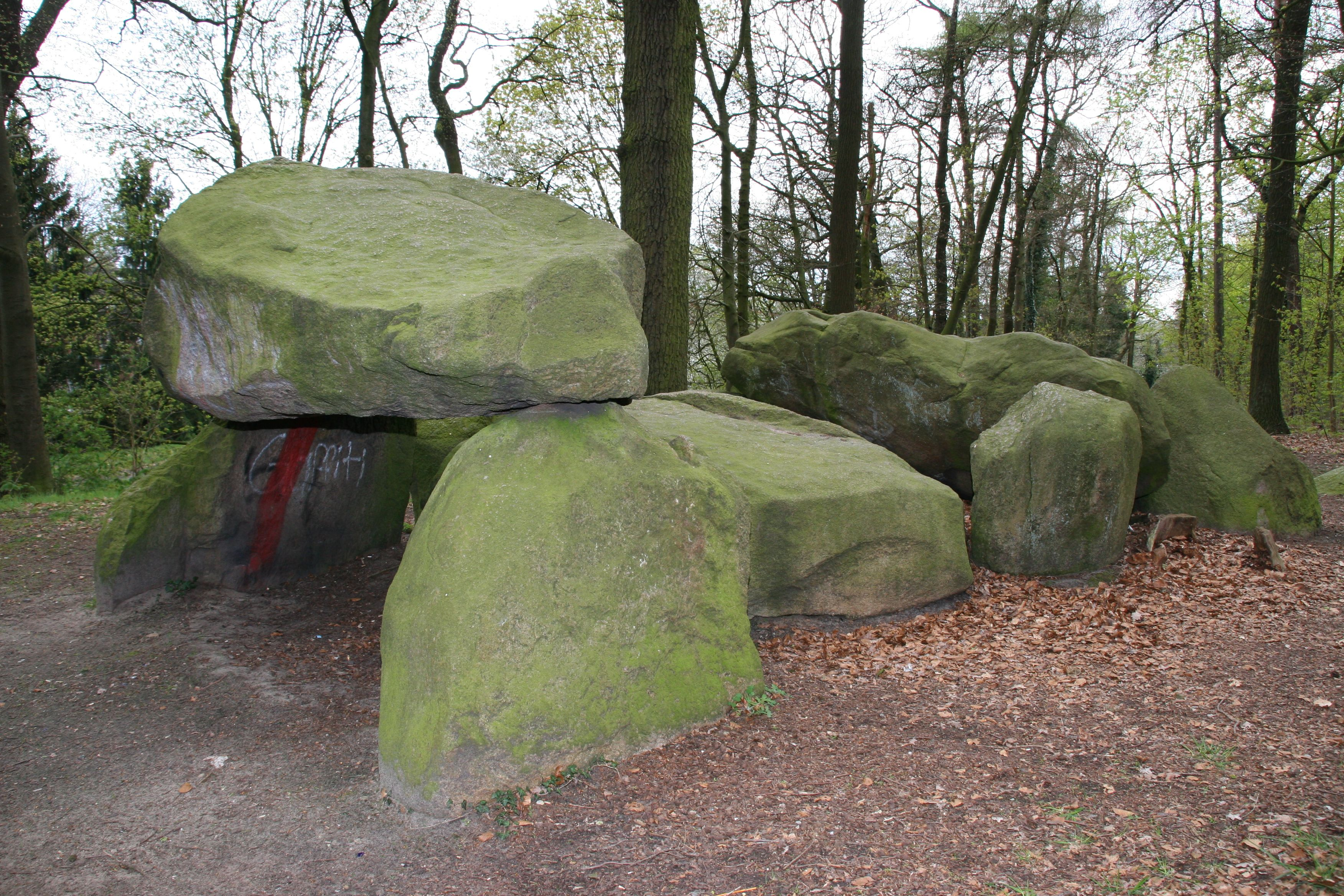
Großsteingrab Gretescher Steine

### Mittelalter und Neuzeit

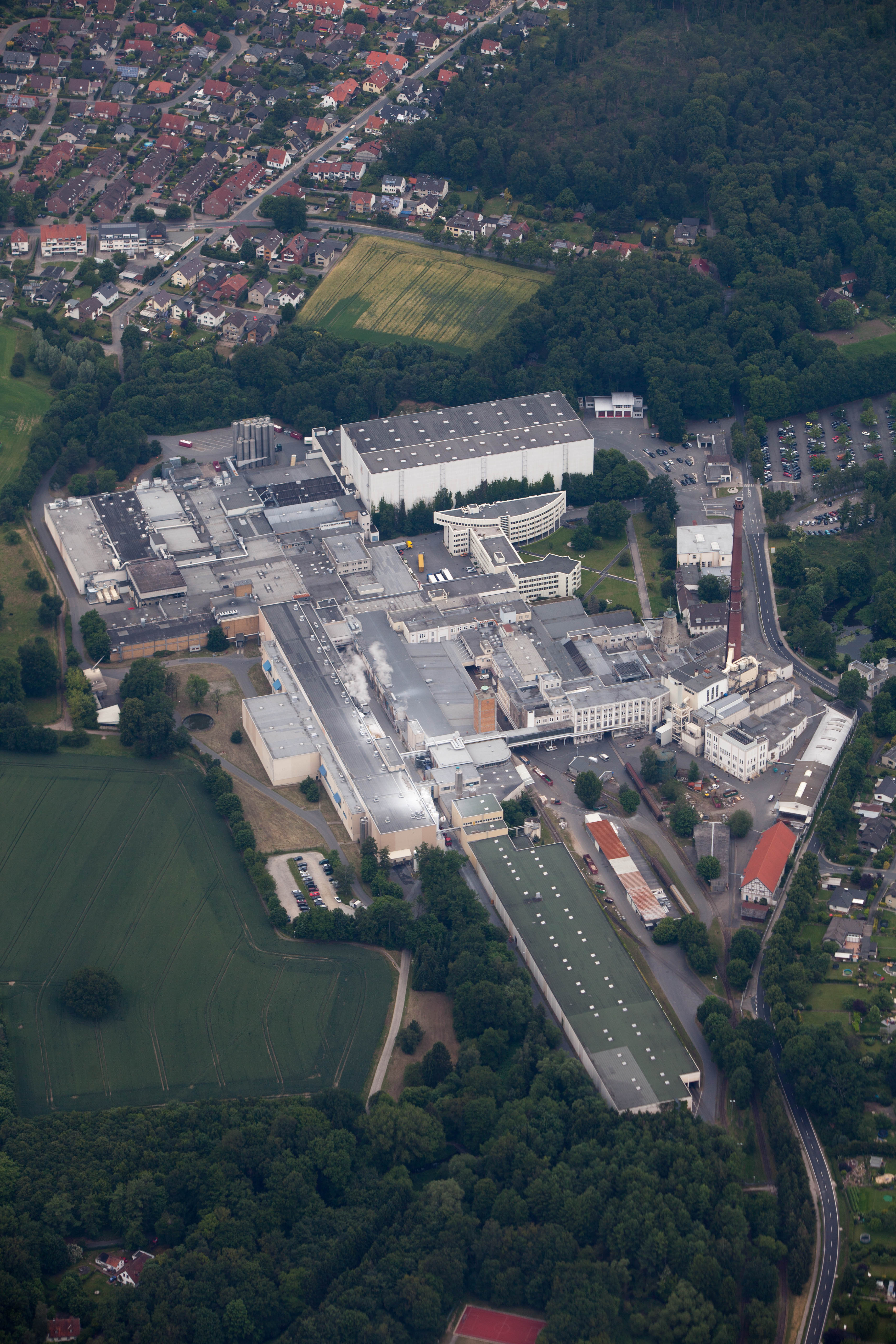
Papierfabrik Felix Schoeller und Wohngebiet Strothmannsweg (oben links)

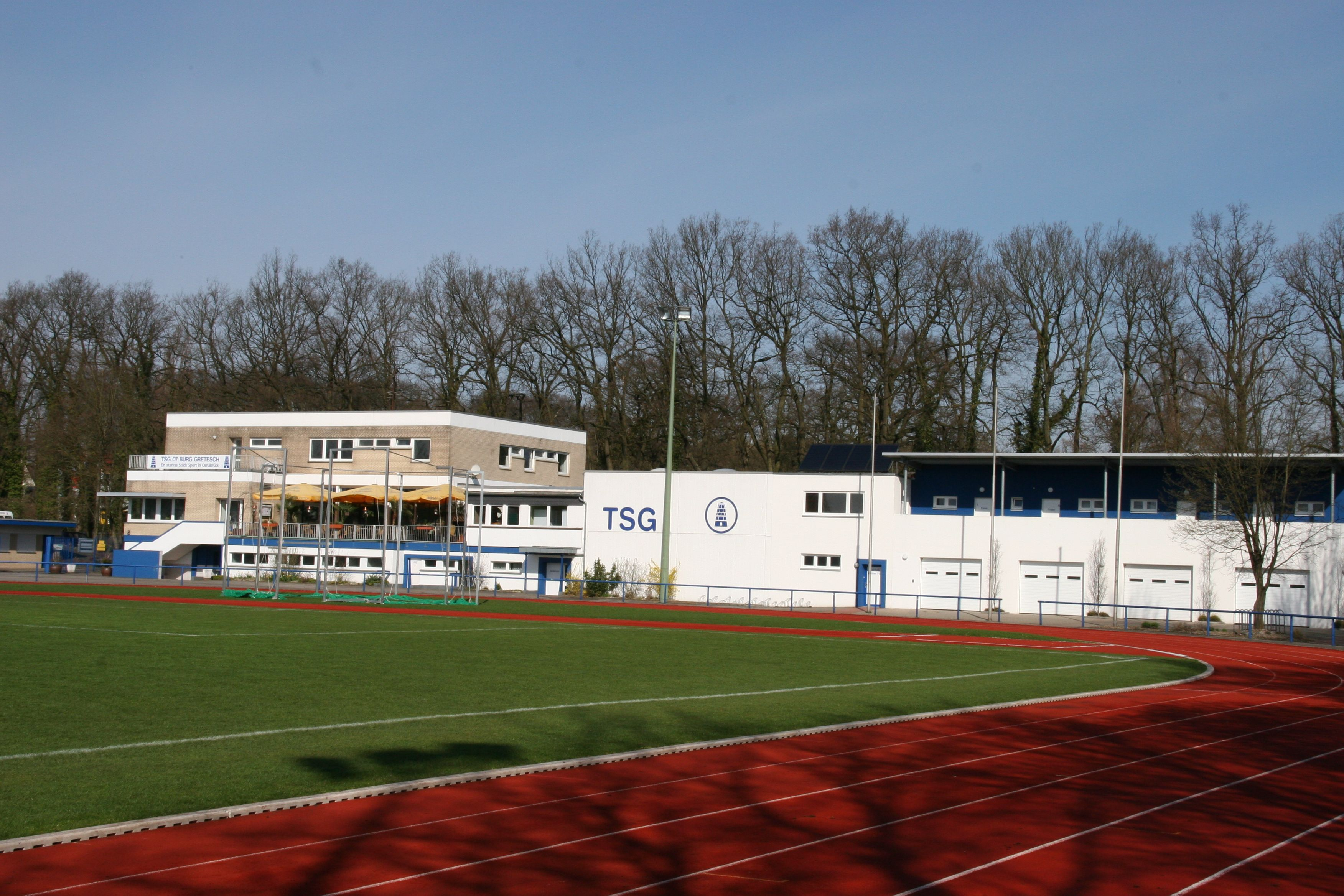
Sportstadion Gretesch

Die Bauerschaften Darum, Gretesch und Lüstringen gehörten mit Icker, Vehrte, Powe und Haltern ursprünglich zu dem im 9. Jahrhundert entstandenen Kirchspiel Belm. Ab dem 11. Jahrhundert bildeten die drei Orte die Markgenossenschaft Darum-Gretesch-Lüstringen. Später entwickelten sich die drei Orte als selbstständige Gemeinden im Landkreis Osnabrück bis zu ihrer Eingemeindung nach Osnabrück im Zuge der niedersächsischen Gebietsreform, die am 1. Juli 1972 wirksam wurde.
Von Ende des 13. Jahrhunderts bis zum Ende des 15. Jahrhunderts gab es im nordöstlichen Gemeindeteil eine Wasserburg, deren künstlich erhöhte, rechteckige Innenfläche vollständig von einem mehrteiligen Wassergraben (Gräfte) umgeben war. An der Nordseite war eine Vorburg vorgelagert. Die Burg befand sich bis ins 14. Jahrhundert im Besitz des gleichnamigen Adelsgeschlechts. 1457 wurde sie an das Wüllneramt in Osnabrück veräußert. Mit dem Niedergang der Osnabrücker Tuchindustrie im ausgehenden 18. Jahrhundert war das Wüllneramt 1787 gezwungen, die Burg an die Stadt Osnabrück zu verkaufen. Nach ihrer Aufgabe wurde das gesamte Areal eingeebnet, so sind heute nur noch einzelne Bodenwellen in der Nähe der Papierfabrik Schoeller zu erkennen. Südlich der Burg gab es noch eine Wehranlage, den sogenannten Gretescher Turm, der aber ebenfalls heute nicht mehr vorhanden ist.
Von herausragender Bedeutung für die wirtschaftliche Entwicklung von Gretesch war und ist die dort ansässige Papierfabrik Felix Schoeller, die die Gemeinde mittels ihrer Gewerbesteuer, bis zu ihrer Eingemeindung, zu den reichsten Orten in Deutschland zählen ließ. In dieser Zeit betrieb die kleine Gemeinde ein eigenes Hallenbad und ließ ein Sportstadion mit Kunststoffbahn errichten, das heute Heimstatt der TSG Burg Gretesch ist. Bei der Eröffnung im September 1970 lief Gert Metz im 100-Meter-Lauf mit 10,0 Sekunden einen neuen Europarekord und Weltjahresbestzeit. Der Bahnhof Lüstringen, welcher an der Bahnstrecke Löhne–Rheine liegt, wird seit dem 1. Juni 1980 nicht mehr im Personenverkehr bedient. Die Bahnsteige sind daraufhin abgetragen worden.
Das Wappen sowohl der ehemaligen Gemeinde Gretesch als auch des Sportvereins TSG Burg Gretesch und das Firmenlogo der Felix Schoeller Gruppe werden allesamt von einem Abbild des Mühlenturms einer ehemaligen Windmühle auf dem Gelände der Papierfabrik geziert. Im Westen des Stadtteils, entlang der Straßen Am Tie und Nordstraße, ist seit der Jahrtausendwende vermehrt großflächiges Gewerbe entstanden.

### Einwohnerentwicklung
Die Einwohnerentwicklung des Stadtteils Darum-Gretesch-Lüstringen:
| Datum             | Einwohner |
| ----------------- | --------- |
| 31. Dezember 2004 | 7568      |
| 31. Dezember 2005 | 7579      |
| 31. Dezember 2006 | 7510      |
| 31. Dezember 2007 | 7444      |
| 31. Dezember 2008 | 7487      |

| Datum             | Einwohner |
| ----------------- | --------- |
| 31. Dezember 2009 | 7449      |
| 31. Dezember 2010 | 7517      |
| 31. Dezember 2011 | 7569      |
| 31. Dezember 2012 | 7739      |
| 31. Dezember 2013 | 7791      |

| Datum             | Einwohner |
| ----------------- | --------- |
| 31. Dezember 2014 | 7808      |
| 31. Dezember 2015 | 7930      |
| 31. Dezember 2016 | 8090      |
| 31. Dezember 2017 | 8114      |
| 31. Dezember 2018 | 8168      |

| Datum             | Einwohner |
| ----------------- | --------- |
| 31. Dezember 2019 | 8220      |

## Einrichtungen und Unternehmen
Kirchliche Einrichtungen sind die evangelisch-lutherische Petruskirche und die katholische Marienkirche. Zu den öffentlichen Einrichtungen zählen die Grundschule Waldschule Lüstringen, die Förderschule mit Schwerpunkt Sprache Lüstringer Bergschule sowie der Lüstringer Friedhof. Außerdem gibt es im Stadtteil zwei Kindertagesstätten und eine Senioreneinrichtung. Neben dem Sportzentrum der TSG Burg Gretesch an der Helmut-Stockmeier-Straße betreibt der SC Lüstringen einen Sportplatz am Hasewinkel. Das ehemalige Gretescher Hallenbad wurde zwischenzeitlich umgebaut und ist heute als Turnhalle nutzbar. An der Nordstraße befindet sich eine Feuerwache der Berufsfeuerwehr Osnabrück. Darüber hinaus kann auch die Werkfeuerwehr von Felix Schoeller außerhalb des Werksgeländes eingesetzt werden.
Bedeutende ansässige Unternehmen neben der Felix Schoeller Gruppe sind DIOSNA Dierks & Söhne, ein führender Hersteller von Anlagen für Lebensmittel- und Pharmaproduktion, und die HR Group GmbH, Muttergesellschaft der Schuhhandelskette Reno.
Nach Lüstringen ist ebenfalls ein großes Umspannwerk südlich der Bahnstrecke Löhne–Rheine benannt, das jedoch im Stadtteil Voxtrup liegt.

## Verkehrsanbindung
Der Stadtteil liegt östlich der Bundesautobahn 33 und ist über die Anschlussstelle Osnabrück-Lüstringen an diese angebunden. Bis zum 1. Juni 1980 existierte die Bahnstation Lüstringen an der im Süden des Stadtteils verlaufenden Hauptstrecke Löhne–Osnabrück–Rheine. Ferner verfügt die Papierfabrik Schoeller über einen Gleisanschluss. Mehrere Buslinien der Stadtwerke Osnabrück sorgen für die Feinverteilung im Nahverkehr.